# Charles Estienne (critique)
Pour les articles homonymes, voir Estienne.
Pour l'écrivain et imprimeur du XVIe siècle, voir Charles Estienne.
Charles Estienne est un critique d'art et écrivain français né à Brest le 13 mars 1908 et mort à Neuilly-sur-Seine le 27 décembre 1966.

## Biographie
Son père, Charles Louis Estienne, né à Toulon en 1864, est officier de marine à Brest. Sa mère, Mary Élisa Moisson, est bretonne. Charles étudie chez les Jésuites puis obtient une licence d’histoire et de géographie à la faculté catholique de Lille. En 1937, il enseigne brièvement l'histoire dans un collège de Brest. Il fréquente le couple Chevallier-Kervern et Marie-Renée Chevallier-Kervern fait un portrait de lui. Il se marie avec Odile Vacherot, professeur de dessin, qui le présente au peintre Jean Deyrolle. De cette amitié naîtra la passion de Charles Estienne pour la peinture. Deyrolle lui présente Nicolas de Staël et, par la suite, sera le complice de nombreuses expositions organisées entre 1947 et 1955.
Considéré comme figure majeure de l'art des années 1950 et 1960, Charles Estienne est tôt marqué par l’œuvre de Paul Sérusier. Sous l'influence de la pensée de Kandinsky, il s'intéresse dès 1945, lors de son arrivée à la capitale, aux peintres abstraits issus de la nouvelle École de Paris comme Serge Poliakoff ou Charles Lapicque. En 1950, il publie le manifeste L'art abstrait est-il un académisme ?, réagissant contre les tenants d'une abstraction froide aux visées codificatrices voire dogmatiques, position qui devait le mener à promouvoir l'abstraction lyrique dès 1954 dans des articles retentissants publiés dans Combat-Art. André Breton se ralliera un temps à cette mouvance, permettant de rapprocher du surréalisme certains abstraits lyriques. La galerie parisienne « À l’étoile scellée » expose par la suite des peintres proches d'Estienne et souvent présentés par Breton, parmi lesquels on peut citer Jean Degottex, René Duvillier ou Marcelle Loubchansky. En 1955, au Musée pédagogique de Paris, Estienne présente Pérennité de l'art gaulois, une exposition qui sensibilise Breton à l'art celtique.
En 1960, il signe le Manifeste des 121, déclaration sur le « droit à l'insoumission » dans le contexte de la guerre d'Algérie.

### Poèmes
- La ronde des menhirs (poème), Paris, éditions de Beaune, 1950. Avec un frontispice de Marie Raymond. (manuscrit dédicacé à Marcelle Loubchansky reproduit en fac-similé in :  Marcelle Loubchansky, Les moires de la mémoire, 1948-1980, Galerie Brimaud, Paris, Octobre 2009]
- Pour Marcelle Loubchansky –  d’encre couleur des mers du sud  ces algues enfouies sur les rochers du cœur.
- Rose de l’insulte, illustré par des lithographies de Jean Pons, Paris éditions Féquet et Baudier, 1952.
- Midi Nocturne, poème de Charles Estienne, lithographies de Fahr-el-Nissa Zeid, Paris, éditions de Beaune, 1961.
- La géographie de la femme (ou la carte du tendre). Bruxelles, Les éditions Carré, 1961.  Portefeuille blanc, couverture illustrée, format 28 x 20 cm, contenant vingt double-feuilles bleu ciel. Poèmes illustrés de photographies de Danny Jannin et Michel Frissen.   
Poèmes : La cuisse – le ventre - la hanche – la taille – le dos – la main – les bras – la poitrine – l’épaule – le cou – l’oreille – la bouche – le nez – les yeux – le front – le cheveu – le pied – le genou- etc.
- L’heure du Goémon, poèmes illustrés par des bois gravés en couleur de Wilfrid Moser, Paris, Galerie Jeanne Bucher, 1967.

### Chansons
- Trois chansons publiées dans la revue surréaliste : Le surréalisme, même, dirigée par André Breton et éditée par Jean-Jacques Pauvert, dans la livraison n°2 au printemps 1957 : sous le titre : "Un été, trois chansons "(pp.146-149) : "La mer et le vent" (pp.147-148.), "Un, deux, trois..." (dédié à Brigitte Bardot) (p.148), "Les deux fleurs" (p.149) (illustré d'un dessin de Pierre Jaouën).
- « L’homme invisible », poème (chanson) préface de Charles Estienne à l’exposition Marc Boussac, Galerie de Verneuil, Paris, 1962, petit volume agrafé de seize pages, texte de René de Solier, volume contenant un feuillet plié avec le texte du poème (chanson) de Charles Estienne : L’Homme invisible, dédié à Marc Boussac.
- L’Archibras, n°2, Le Surréalisme en Octobre 1967, Paris, revue, "Les Trois Voix", p.56. Hommage à Charles Estienne qui comprend la reproduction de la chanson : "Les Trois Voix".

### Roman
- O & M., roman, illustrations de Charles Lapicque, Paris, éditions Le Soleil noir, 1966.

### Livres d'artiste
- L’Objet des femmes, illustrations de Marc Boussac, Michel Engel, Paris, Le Soleil Noir, 1962.

### Volume de lithographies
- Art Abstrait, Douze lithographies originales, préface de Charles Estienne, Paris, éditions de l’Opéra, 1946. (Félix Del Marle, Jean Dewasne, Jean Deyrolle, César Domela, Engel-Pak, Fleichmann, Hans Hartung, Misztrik de Monda, Marie Raymond, Gérard Schneider, Nicolas Warb).

## Archives
- Fonds Charles Estienne (1940-1997) [archives écrites et photographiques ; 4 boites].  Cote : EST 1 - 4. Paris : Bibliothèque Kandinsky, Centre Pompidou (présentation en ligne).